# Садовський Богдан Анатолійович
Богда́н Анато́лійович Садо́вський (15 червня 1974 — 19 лютого 2015) — сержант Збройних сил України.

## Життєвий шлях
Закінчив Томаківську школу, пройшов строкову військову службу в лавах ЗСУ.
Мобілізований 2014-го, старший навідник 93-ї окремої механізованої бригади.
Загинув 19 лютого 2015-го у селі Піски Ясинуватського району, коли терористи обстріляли з БМ-21 ротний опорний пункт.
Без Богдана лишилися мама Галина Пилипівна (батько помер у березні 2015-го), брат, дружина, доньки 1998 р.н. та 2010 р.н.
Похований у Томаківці, де проживав з родиною.

## Нагороди та вшанування
- Указом Президента України № 663/2015 від 25 листопада 2015 року — орденом «За мужність» III ступеня (посмертно)[1]